# 2127-es mellékút (Magyarország)
A 2127-es számú mellékút egy négy számjegyű mellékút Nógrád vármegyében, a Cserhát déli peremvidékén.

## Nyomvonala
Csécse központjában ágazik ki a 2128-as útból, nem sokkal annak 5. kilométere előtt, nagyjából keleti irányban. Keresztezi a Szuha-patakot, majd északkelet felé indul. Ötödik kilométerénél eléri a 21-es főutat és mellésimul, de csak a 2122-es, a 2127-es és a 2408-as utak közös, 21-es főúti csomópontjánál ér véget, 5,809 kilométer megtétele után, Pásztó délnyugati külterületén.

## Története
Eredetileg ott ért véget, ahol most a 21-es főút mellé simul, de annak négysávosításakor kialakítottak a 2122-es út 21-es úti csatlakozásánál egy különszintű csomópontot, oda kötötték be ezt az utat, és a Pásztó központja illetve a Mátra felé leágazó 2408-as utat is. Ezzel egyidőben az utak eredeti főúti csatlakozását megszüntették.